# Meritxell Juvé Vaello
Meritxell Juvé Vaello (Sant Sadurní d'Anoia, 1984) és una empresària catalana vinculada al sector vitivinícola, especialment a l’elaboració de cava i vins. Forma part de la quarta generació d’una família dedicada a la viticultura des de fa més de dos segles, amb orígens documentats del grup bodeguer familiar Juvé & Camps des del 1796. És filla de Joan Juvé Santacana, una figura destacada en el món del cava, i va créixer envoltada de vinyes i immersa en el negoci familiar des de la infància.

## Trajectòria professional
Ha desenvolupat la seva trajectòria professional dins de l’empresa familiar, on des de 2011 ha ocupat diversos càrrecs i ha participat en la internacionalització de la marca. Des de l’any 2016 és la directora general (CEO) i consellera delegada del grup J&C Prime Brands, liderant un equip renovat i gestionant projectes orientats a la qualitat i sostenibilitat dels seus productes. El grup inclou marques com Juvé & Camps, Propietat d’Espiells, Primeras Marcas i Pagos de Anguix, aquesta última ubicada a la Ribera del Duero.
Ha combinat la seva experiència professional amb una formació acadèmica en Direcció i Administració d’Empreses per ESADE, un MBA, i un màster en viticultura, enologia i màrqueting del vi, amb estades a l’estranger, inclosa Singapur. La seva gestió s’emmarca en la continuïtat de la tradició familiar iniciada per Joan Juvé Mir al segle xviii i consolidada amb la producció del primer escumós de la marca l’any 1921. Diverses generacions han contribuït a l’evolució del celler, destacant la creació del cava Reserva de la Familia el 1976, considerat pioner en la gamma alta d’escumosos.
Ha mantingut el compromís amb la preservació de les tradicions familiars, alhora que ha impulsat la innovació, la producció ecològica i la sostenibilitat en l’elaboració dels vins i caves, vetllant per la promoció internacional dels productes de la companyia, així com la defensa de la qualitat i diferenciació del cava català, especialment en la gamma Brut Nature Gran Reserva.

## Reconeixements
El 2025 fou inclosa a la llista Forbes de les «100 dones més influents de Catalunya».